# رایستینگ
رایستینگ (به آلمانی: Raisting) یک شهر در آلمان است که در بایرن واقع شده‌است.

## خصوصیات
رایستینگ ۲۱٫۹۸ کیلومترمربع مساحت دارد ۵۵۳ متر بالاتر از سطح دریا واقع شده‌است.